# Ctenus rufisternis
Ctenus rufisternis là một loài nhện trong họ Ctenidae.
Loài này thuộc chi Ctenus. Ctenus rufisternis được Mary Agard Pocock miêu tả năm 1899.